# Тензометрический джойстик
Трекпо́йнт (также известен под названиями Pointing stick, TrackPoint, PointStick, Track Stick, StickPoint, жарг. сосок) — координатное устройство для управления курсором, миниатюрный тензометрический джойстик, применяемый в ноутбуках и как замена мыши.

## История
Pointing stick был изобретён учёным-исследователем Тедом Зелькером (англ. Ted Selker).
Pointing stick зарегистрирован компанией IBM под торговой маркой TrackPoint.

## Применение и именование
Pointing stick используется во многих марках лэптопов, включая линию лэптопов IBM ThinkPad (теперь принадлежит Lenovo), некоторых моделях Toshiba, ноутбуках бизнес-класса HP и Dell Latitude. Также под названием PointStick был использован в первых планшетных ПК HP Compaq Tablet PC TC1100. 
Иногда Pointing stick встраивают в клавиатуры (например, в UltraNav) или даже мыши.
Производители устройств, использующих манипулятор данного типа, называют его по-разному. Ниже приводится таблица, в которой перечислены основные бренды, использующие такие устройства, названия этих манипуляторов, используемые этими брендами, и модели устройств, в которых встроен Pointing stick.
| Используемое название  | Торговая марка | Актуальные модели                                                                   | Старые модели | Примечание |
| ---------------------- | -------------- | ----------------------------------------------------------------------------------- | --- | --- |
| TrackPoint             | IBM / Lenovo   | Все модели ThinkPad (но не IdeaPad) кроме Chromebook, Travel Keyboard with Ultranav | Большинство моделей ThinkPad, Space Saver II, Model M13, Model M4-1, Trackpoint IV, Trackpoint USB Keyboard                                                                                         | До модели x200s мог являться единственным указующим устройством в ноутбуке, в дальнейшем стал частью UltraNav (система тачпад+трекпоинт). |
| PointStick             | HP (Compaq)    | Некоторые ZBook (кроме Studio), EliteBook и ProBook 6##                             | Compaq TC1100, nc2400, nc4400, nc6230, nc6400, nc8430, nw8440, nw9440, & tc4400 series EliteBook 2510p, 2530p, 2540p, 2170p, 6910p, 8510p/w, 8710p/w ProBook 6450b/6455b, 6550b, 6470b/6475b, 6570b | Зачастую не имеет средней кнопки |
| NX Point               | NEC            |                                                                                     | EasyNote MX45, MX65, S5 | |
| Pointing Stick         | Sony           | Клавиатура CECH-ZKB1                                                                | BX series, U8 series, UX series, P series, C1 series, VAIO Duo 11 | |
| StickPoint, QuickPoint | Fujitsu        |                                                                                     | B2400/2500/2600 series, P1120, P1510, P1610, U1010/U810/U50, как опция в S7110 P1620, T2010, как опция в E8410, S7210, E8310, U2010 Lifebook E751, E752, E781, S751, E743                           | В последних линейках не комплектовался физическими кнопками                                                                               |
| Track Stick            | Dell           | Latitude 5###, 7### Precision 3530, 5530, 7530, 7730                                | Latitude, включая D430, D630, D830, XT, E4300, E5400, E6400, E6400 ATG, E6500,E6320 Precision, включая M2300, M2400, M4300, M4400 Inspiron 4000, 8100, 8200, 9100                                   | |
| AccuPoint              | Toshiba        | Tecra R Series, Z Series и W Series, Portege Z Series и R Series                    | Portege (исключая модели 06/2007), Tecra A7, A8, A9, M9, M2, M5, Tecra S Series, Satellite Pro 4000 Series, Satellite Pro 410 Series                                                                | |
| FineTrack              | Acer           |                                                                                     | Travelmate C200, 6492, 6592, 6410, 6460, 6492G, 6592G, 6593 Aspire Switch 12 Iconia W500, W501 | |
| Track Point            | ASUS           | ASUS pro B8230UA                                                                    | S200, S200N, S300N | |
| Mouse emulator         | Elonex         | Elonex ONE                                                                          | | |
| Pointing Stick         | Unicomp        | EnduraPro (для десктопов)                                                           | On-The-Stick, Mighty Mouse | |
| C-Stick                | Nintendo       | New Nintendo 3DS, New Nintendo 3DS XL, New Nintendo 2DS XL                          | | |
|                        | GPD            |                                                                                     | Pocket 1 | Устанавливался между пробелом и блоком буквенных клавиш                                                                                   |

## Устройство
Обычно джойстик имеет заменяемый резиновый наконечник. На лэптопах ThinkPad он красный, другие производители используют другие цвета. Наконечник часто делают из слегка шершавого материала.
На клавиатуре формата QWERTY джойстик размещён между клавишами «G», «H» и «B», а кнопки мыши размещены под клавишей «пробел».
Кнопки мыши обычно нажимаются большим пальцем правой руки, но некоторые люди используют для этого пальцы обеих рук, для 1-й и 3-й кнопок, соответственно.
Курсор управляется определением применённой силы (отсюда и название тензометрический джойстик), для этого используется пара резистивных датчиков деформации (резистивных тензодатчиков). Направление перемещения курсора определяется направлением нажима, скорость — силой нажима.

## Характеристики
Чувствительность TrackPoint обычно настраиваемая и может быть установлена так, чтобы предоставлять крайне лёгкую степень отклика.
Нажатие для выбора (Press-to-select) — это дополнительная функция, когда чёткое нажатие на джойстик эквивалентно нажатию кнопки. Кнопка, нажатие которой передаётся, может быть сконфигурирована 1-й, 2-й или 3-й. Однако легко случайно нажать на джойстик во время набора текста.
Вместе с программной эмуляцией колёсика мыши TrackPoint может полностью имитировать поведение трёхкнопочной мыши с двумя колёсиками прокрутки. Нажатие кнопки 2 равносильно щелчку средней кнопки, удержание кнопки 2 во время одновременного перемещения курсора создаст события вертикальной и горизонтальной прокрутки.
TrackPoint III и TrackPoint IV имеют функцию, называемую «Отрицательная инерция», которая заставляет вектор перемещения курсора быть «излишне восприимчивым», когда вектор перемещения увеличивается или уменьшается при помощи джойстика. Тесты юзабилити в IBM показали, что для пользователей проще перемещать курсор с включённой функцией Negative Inertia, чем когда она отключена.

## Известные проблемы
Дрейф курсора является повсеместной проблемой среди указателей данного типа, требующей частой повторной калибровки. Однако устройства TrackPoint автоматически проводят повторную калибровку, когда джойстик распознаёт постоянный дрейф курсора. Для того, чтобы провести повторную калибровку, достаточно убрать палец с TrackPoint примерно на 1 секунду.

## Сравнение с устройствами типа Touchpad
Джойстик кажется старой разработкой в глазах тех, кто предпочитает мышь или touchpad. Однако это устройство особенно нравится приверженцам слепого метода набора и профессионалам ИТ, потому что это единственное указательное устройство, которое не требует от пользователя убирать пальцы со стартовой позиции на клавиатуре.
Некоторые пользователи находят, что проще позиционировать курсор, используя джойстик, нежели touchpad, потому что у него полностью отсутствует «мёртвая зона». Единственная критика в адрес этого устройства связана с тем, что оно требует от пользователя применять давление, которое может вызвать спазмы кистей рук (несмотря на то, что этого можно частично избежать, установив чувствительность на максимум, и поднимать палец, когда курсор не нужно двигать).